# Spermacoce martiana
Spermacoce martiana är en måreväxtart som beskrevs av Luigi Aloysius Colla. Spermacoce martiana ingår i släktet Spermacoce och familjen måreväxter. Inga underarter finns listade i Catalogue of Life.